# ポテト共和国
ポテト共和国（ポテトきょうわこく）は、北海道ニセコ町に存在するペンション街の愛称並びにミニ独立国。

## 概要
1976年から北海道中央バスにより開発された、ニセコアンヌプリ国際スキー場周辺のペンション街の有志メンバーが夏季の閑散期対策について協議する中で、一体的なPRを目的としてミニ独立国形式での活動を行うこととなり、1981年春から「ペンション村ポテト共和国」として共同活動を展開し、1984年2月に独立宣言を実施。
国名はニセコ地域の特産品であるジャガイモをモチーフとし、飽きが来ず味わい深く素朴なジャガイモをニセコの風土になぞらえたものとした。「プチペンション ドンキー」を経営していた工藤達人が初代大統領に就任し、当初7軒のペンションと2軒のロッジが参加し、1986年には17軒に拡大、その後は共和国から約1km圏内に離れて位置する協力ペンションと合わせて約10軒となっている。

## 活動内容
共同での活動については「企画宣伝に極力金をかけない」「ペンション村の存在とニセコ夏の自然の良さを知ってもらう事を目標とし、即時的な効果は期待しない」「参加者の立場に立った企画を作り、宿泊客を楽しませ喜んでもらえればそれで良しとする」「企画立案・実行については構成員全員が協力する」といった指針のもと、当初には札幌市内での観光キャンペーンの展開や、スキー大会や尻別川でのカヌー・筏下りといった各種年中行事を設定したほか、イモ料理研究会、観光情報などを発信するミニFM放送やニセコ町長・町議会議長・観光協会長を交えた「サミット会議」などを展開した。またマスコミを活用して北海道内でのミニ独立国運動を啓蒙し、1985年には道内のミニ独立国を集めたイベント「北海道ミニ独立国サミット」を提唱し第1回は15カ国を集め開催し、1994年には第10回開催地として19カ国を集めた。
また各ペンション毎に20-40人を分宿させる形で修学旅行団体の受け入れも行っていたが、2019年度をもって教育旅行の受け入れを終了している。

## 基本理念（憲章）
1. 我々は、ポテトを愛すべく、隣人を愛せ。（よき仲間たれ）[1]
2. 我々、ポテトを愛すれば人となる。（人間性を復権しよう）[1]
3. 我々の友は、ポテトなり。（自然と共存しよう）[1]

## アクセス
- 北海道中央バス 高速ニセコ号「ポテト共和国」バス停（ニセコ行きのみ冬季間休止）